# Salinópolis (ort)
Salinópolis är en ort i Brasilien.   Den ligger i kommunen Salinópolis och delstaten Pará, i den nordöstra delen av landet, 1 700 km norr om huvudstaden Brasília. Salinópolis ligger 10 meter över havet och antalet invånare är 40 998.
Terrängen runt Salinópolis är mycket platt. Havet är nära Salinópolis åt nordväst. Det finns inga andra samhällen i närheten.
Trakten runt Salinópolis består huvudsakligen av våtmarker. Runt Salinópolis är det ganska tätbefolkat, med 185 invånare per kvadratkilometer.